# SN 1971U
SN 1971U – supernowa typu Ia odkryta 16 grudnia 1971 roku w galaktyce MCG +05-26-14. W momencie odkrycia miała maksymalną jasność 15,00m.